# Кросс, Ричард
Ричард Кросс (1742—1810) — английский художник портретных миниатюр. Он был художником Георга III и его работы включали миниатюры принца Уэльского, герцога Камберлендского, герцога Глостера и других аристократов. Его работы хранятся в Национальной художественной библиотеке музея Виктории и Альберта. Он современник Джона Смарта (en:John Smart), Джорджа Энглехата (en:George Engleheart), Ричарда Косвея и Уильяма Вуда.

## Семья и дом
Ричард Кросс родился 24 апреля 1742 года в селе Кноувли (Knowle) прихода Калломптона графства Девон, в семье Джона и Мэри Кросс, и был вторым сыном. Его отец был адвокатом и мелкопоместным дворянином. От рождения Кросс был глухонемым также как и одна из его сестёр. Всего у него было не меньше шести братьев и сестёр.
Кросс был влюблён в свою двоюродную сестру мисс Сару Кобли, но она вышла замуж за английского художника Бенджамина Хейдона. Кросс так сильно любил Сару, что из-за этого так и не женился. От этой неразделённой любви он мучился всю свою жизнь. В 1807 году Кросс снова встретились со своей сестрой Сарой Коблей, в связи с тем, что она решила навестить брата после того, как она узнала, что страдает смертельной, неизлечимой болезнью. Они крепко обнялись, но на следующий день она умерла. Кросс умер через 3 года, в мае 1810 года в своем старом доме семьи в Кноувли.

## Профессиональная карьера
Кросс своё рисование воспринимал как хобби, так как это было в моде среди дворянства того времени. В возрасте 16 лет он получил премию от «Общества поощрения художеств, производителей и торговли» (Королевское общество искусств, «Общество искусств») в Лондоне. Затем он переехал в Лондон и, как Ричард Косвей и Джон Смарт, учился в новой школе рисования у Уильяма Шипли, основателя «Королевского общества искусств». Он также учился в галерее у герцога Ричмонда.
Кросс выставлял свои работы на выставках в Лондоне: на первой и последующих выставках в «Обществе художников» 1760—1796, «Вольного общества» 1761—1766, второй и последующих выставках «Королевской академии» 1770—1796. Британский художник, историк искусства и хранитель «Отдела картин» в Музее Виктории и Альберта Василий Сомерсет Лонг (Basil Somerset Long) в своей книге «Британские миниатюристы» (1929) называл Кросса очень точным портретистом, который рисовал без колебаний и ретуши и который в один прекрасный день получил признание за свои работы.
С 1760 года Кросс жил и работал в своём доме по адресу: Генриетта-стрит, недалеко от Ковент-Гардена в Лондоне. Его брат держал дом и был переводчиком между ним и его клиентами. Несмотря на то, что он не мог ни слышать, ни говорить, Кросс был очень успешным портретистом миниатюр и его высоко ценили заказчики. Его клиентами были принц Уэльский, герцоги Камберлендский и Глостер и другие аристократы. Также он писал много портретов своей семьи, в частности своего брата, который заботился о нём. Он писал свои произведения в основном акварелью на слоновой кости. Кроме того, выполнял миниатюры в эмали и делал портреты маслом. Многие из его портретных миниатюр были малы по размеру и составляли не менее 2 дюймов в высоту. Миниатюристы периода 1760—1780 годов ещё плохо могли рисовать на слоновой кости, так как она имеет жирную поверхность, на которой трудно рисовать акварелью. Поэтому миниатюристы этого периода использовали слоновую кость от 1 ½ до 2 дюймов в высоту. В течение 1780-х и 1790-х годов Кросс использовал большие размеры слоновой кости от 3,5 дюйма и более в высоту. В связи с этим, его гонорары увеличились от 8 гиней для малых работ до 30 гиней за крупные портреты. Всего за год ему удавалось сделать около 60 портретных миниатюр, общей стоимостью около 570 £. В 1788 году он выполнил портрет высотой 26,4 дюйма в карандаше короля Георга IV, когда он был принцем Уэльским.
Портреты Кросса выглядели реалистично. На его работых присутствует зеленовато-синий оттенок, предположительно из-за того, что он попал под влияние живописца Джошуа Рейнольдса. Кроме того, в работах Кросса сейчас выцвели красные пигменты за многие годы.
По моде того времени (en:1750–75 in Western fashion), женщины носили волосы высоко на голове. Но несмотря на это, Кроссу удаётся на маленьком кусочке слоновой кости, разместить не только голову женщины, но и её плечи. Мужчины в его работах, часто были в напудренных париках. Свои работы он редко подписывал. В конце 1790-х годов Кросс удалился в Уэлс и жил с братом мисс Коблей.
Кросс получал довольно значительные суммы со своей портретной деятельности. Также он получал личный доход от членства поместного дворянства. Он мудро вложили свои деньги в недвижимость, акции и облигации и получил хороший доход от этих инвестиций в последние годы своей жизни. На пенсию он вышел богатым человеком и жил с братом Сары.
В конце 1790-х годов он ушел из коммерческой живописи и умер в 1810 году.
Сейчас его работы хранятся в Национальной художественной библиотеке музея Виктории и Альберта. Коллекция включает в себя не только портретные миниатюры, но и бухгалтерские книги в которых зафиксирована цена за каждую проданную работу. Например, в марте 1763 госпожа Джуммингс (Gummings) заплатила три гиней, восемь шиллингов за миниатюру сына. Граф Уэлдон заплатил шесть гиней, шесть шиллингов за изображением своего умершего ребёнка. Кроме того, по этим бумагам можно судить, что он поддерживал свою семью. Например, в 1779 году Ричард Кросс дал 2000 £ сестре Элизабет.

## Галерея

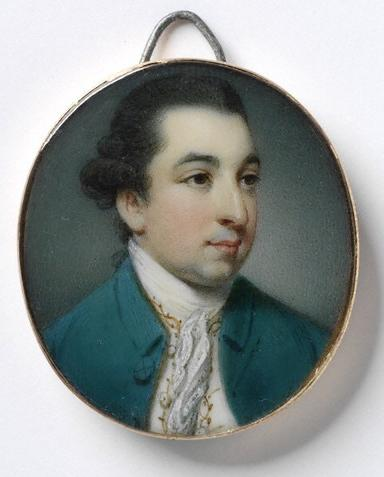
Ричард Кросс. Портрет неизвестного парня, 1770, Музей Виктория & Альберта.